# 云贵铁线莲
云贵铁线莲（学名：Clematis vaniotii）为毛茛科铁线莲属下的一个种。

## 扩展阅读
- 維基物種上的相關：云贵铁线莲